# Počátek románu

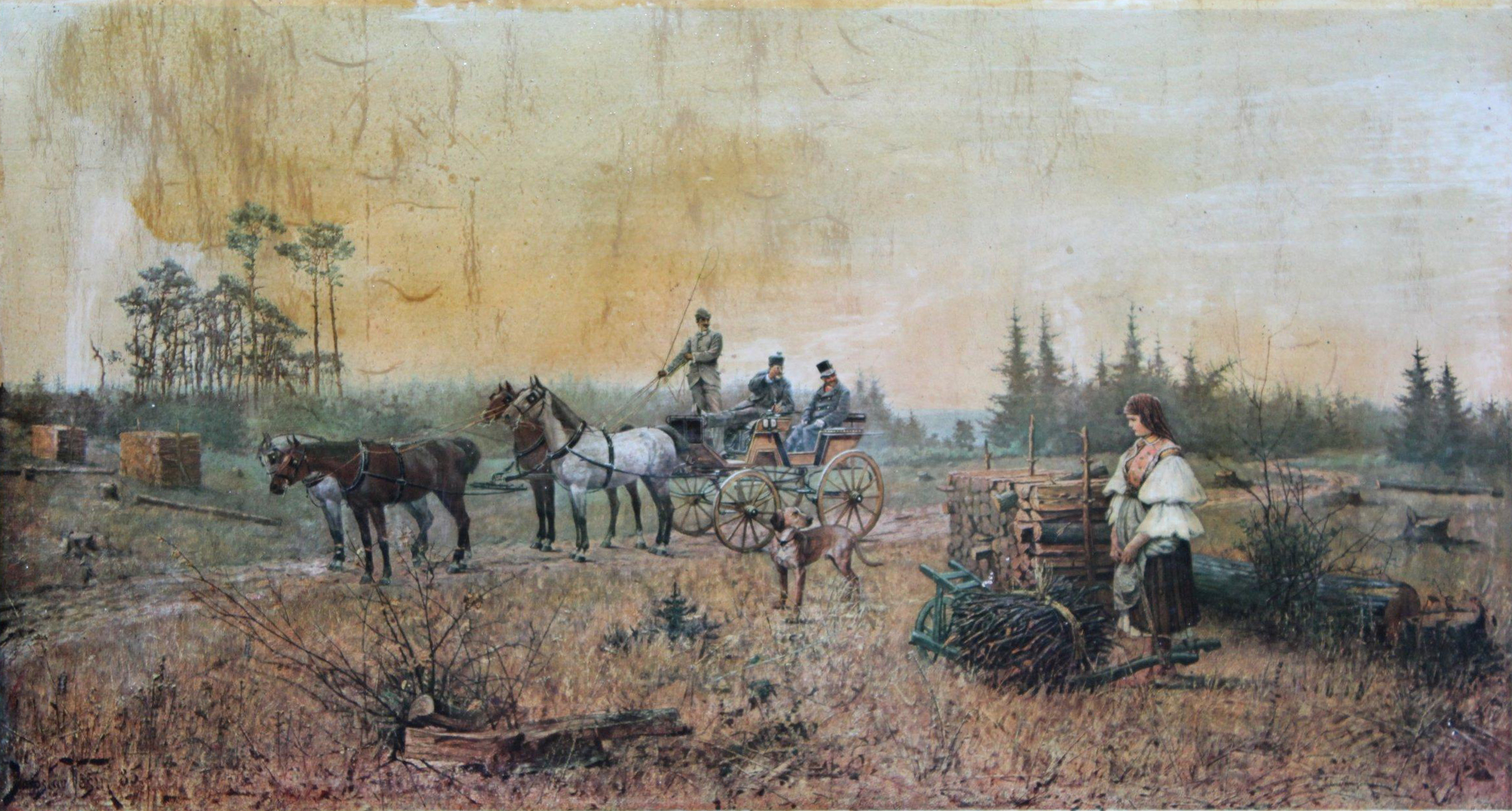
Počátek románu, tableau de Jaroslav Věšín (1885).

Počátek románu (le début d'une romance) (JW 1/3) est un opéra de Leoš Janáček sur un livret de Jaroslav Tichý, d'après une nouvelle de Gabriela Preissová inspirée d'un tableau de Jaroslav Věšín. Composé en 1891, il est créé le 2 octobre 1894 à Brno. La musique utilise des chants et danses populaires dans l'esprit d'une comédie populaire légère.

## Argument
Une jolie villageoise Poluška s'amourache du baron Adolf bien qu'elle ait donné des gages à Tonek, un jeune homme du même milieu social qu'elle. Tonek est déprimé, le garde-chasse surprend les deux amants enlacés et avertit les parents de la jeune fille. Son père s'en offusque alors que sa mère ravie organise une rencontre avec le père du baron Adolf pour arranger les noces, mais cela tourne court entre les deux familles de rang social très différent, si bien que Poluška revient vers le fidèle Tonek tandis que le baron trouve le bonheur avec une comtesse.